# Freshford (Somerset)
Pour les articles homonymes, voir Freshford.
Freshford est un village et une paroisse civile anglais situé dans l'autorité unitaire de Bath and North East Somerset dans le comté du Somerset.
En  2011, sa population était de 551 habitants.

## Source de la traduction
- (en) Cet article est partiellement ou en totalité issu de l’article de Wikipédia en anglais intitulé « Freshford, Somerset » (voir la liste des auteurs).